# Süderdorf
Süderdorf là một đô thị thuộc huyện Dithmarschen, trong bang Schleswig-Holstein, nước Đức. Đô thị Süderdorf có diện tích 16,21 km², dân số thời điểm 31 tháng 12 năm 2006 là 389 người.